# Alessandro di Cagliostro

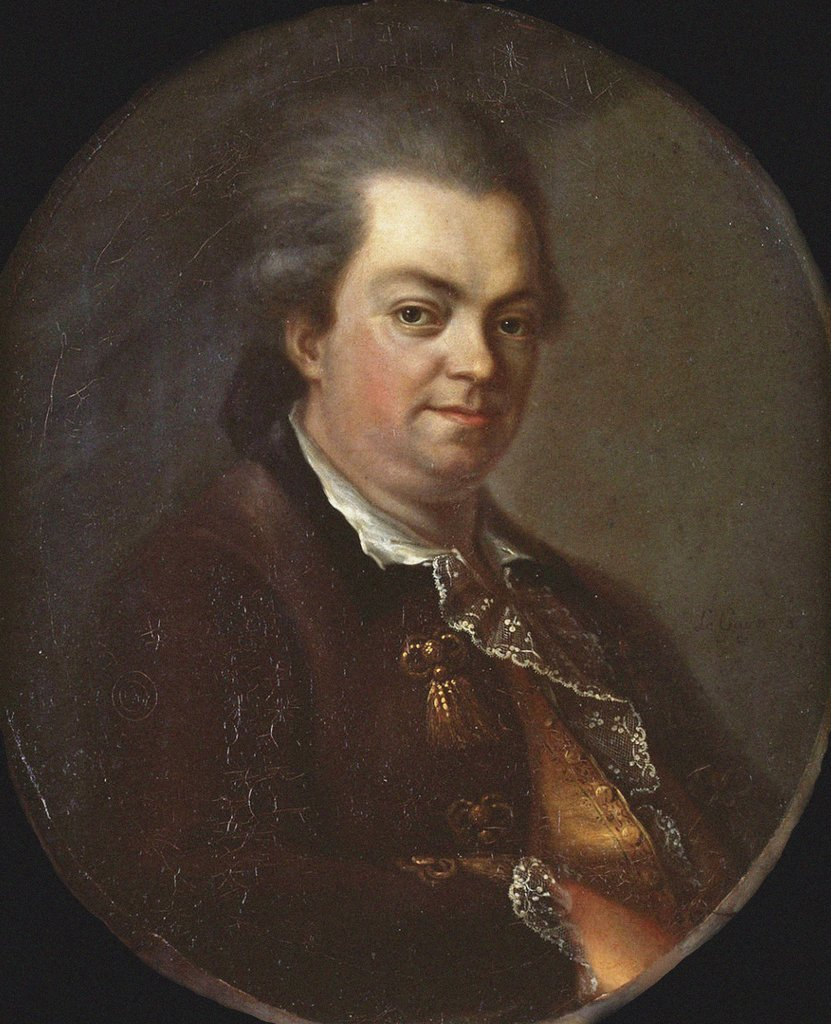
Hrabia di Cagliostro

Alessandro di Cagliostro, Hrabia di Cagliostro, właściwie Giuseppe Balsamo (ur. 2 czerwca 1743 w Palermo, zm. 26 sierpnia 1795 w San Leo) – włoski awanturnik żyjący w XVIII wieku, okultysta, alchemik, uzdrowiciel, wolnomularz, założyciel Zakonu Masonerii Egipskiej i jego mistrz Wielki Kopta. Jeden z uczestników afery naszyjnikowej na dworze króla Francji Ludwika XVI.

## Życiorys

### Młodość
Giuseppe Balsamo pochodził z Sycylii. Był synem Pietra Balsamo i Felicity Bracconieri. Jako młody chłopak, wcześnie osierocony przez ojca, został oddany pod opiekę wuja, bogatego jubilera. Nie miał jednak zamiłowania do złotnictwa i nie chciał uczyć się tego zawodu. Rodzina oddała go więc na wychowanie do Seminarium Św. Rocha w Palermo, z nadzieją, że zostanie duchownym. Tam uznano go za osobę o nieprzeciętnej inteligencji, jednak sprawiającą zbyt duże problemy wychowawcze. Wysłano go więc na dalsze studia do klasztoru bonifratrów w Caltagirone. Giuseppe Balsamo również tutaj nie mógł znaleźć dla siebie miejsca, mimo zainteresowania zielarstwem oraz medycyną, porzucił naukę i uciekł z zakonu.

### Podróże
Przebywając w Messynie młody Balsamo zainteresował się alchemią, której miał go nauczać mistrz Altotas. Niedługo później wyruszył w świat podróżując na: Maltę, Rodos i Bałkany. Prawdopodobnie odwiedził również Egipt i kraje Bliskiego Wschodu. W podróżach wykorzystywał swoje zdolności intelektualne oraz spryt. Podszywając się pod różne postacie, udawał arystokratów i bogatych kupców, aby wyłudzać pieniądze od naiwnych ludzi. Po powrocie do Europy osiadł w Rzymie i przyjmując fałszywe nazwisko obwołał się uzdrowicielem. Przekonawszy się jak łatwo może wzbogacić się na tego typu praktykach, zaczął również przeprowadzać seanse spirytystyczne. Za różnego rodzaju fałszerstwa został jednak z Państwa Kościelnego wydalony. Wcześniej w Rzymie ożenił się z Lorenzą Feliciani, która została jego wspólniczką. Oboje podróżowali po Europie, gdzie zdobywali względy na dworach oraz wśród najbogatszych, znużonych stabilnością życia arystokratów.

### Wielki Kopta

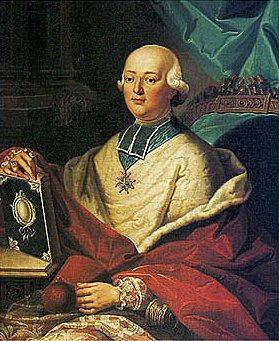
Kardynał de Rohan, protektor hrabiego Cagliostro w Paryżu

W 1776 Giuseppe Balsamo przybył do Londynu. Popisywał się tam swoimi sztuczkami oraz sprzedawał przygotowywane przez siebie lekarstwa. Poznał również wolnomularstwo. Do londyńskiej loży Nadzieja został przyjęty 12 kwietnia 1777 za sprawą swoich wpływowych przyjaciół. W Anglii przyjął nazwisko hrabiego di Cagliostro, którego używał aż do śmierci. Związawszy się z masonerią postanowił wykorzystać ją do własnych celów. Chciał zreformować ten ruch i zjednoczyć wszystkie loże narzucając im jednorodny obrządek, którego był autorem. W 1782 założył Zakon Masonerii Egipskiej i stanął na jego czele. Jako Wielki Kopta zorganizował loże obrządku egipskiego w: Anglii, Francji, Niemczech i Rosji. Nie udało mu się jednak zunifikować wolnomularstwa w Europie. 
W 1777 trafił na krótko do więzienia, będąc oskarżonym o kradzież cennych kosztowności. Spowodowało to, że zmuszony był opuścić Londyn. Wyjechał do Holandii. Nie zagrzał tam jednak długo miejsca i przybył do Paryża. Znalazł tam mecenasa w osobie kardynała Louisa de Rohan. W tym czasie popularność hrabiego di Cagliostro osiągnęła swoje apogeum. Był otoczony wianuszkiem sympatyków i wyznawców, którzy gotowi byli zrobić dla niego wszystko. Na dworze króla Francji zyskał jednak również wrogów, którzy byli skłonni wykorzystać każdą nadarzającą się sposobność, aby wypędzić go z Paryża.
W czerwcu 1780 Cagliostro był także w Warszawie, gdzie miał występ w Pałacu Bogusławskiego. W tym też roku założył egipską lożę wolnomularską w Warszawie.

### Afera naszyjnikowa
Sposobność do oskarżenia hrabiego di Cagliostro nadarzyła się w 1785 roku, gdy doszło do skandalu dworskiego nazywanego aferą naszyjnikową. Intryga zawiązana w celu oczernienia przed społeczeństwem francuskim królowej Marii Antoniny spowodowała, że w kręgu podejrzanych o spisek znalazł się również protegowany kardynała de Rohan, hrabia di Cagliostro. Znany ze swych oszustw i wielokrotnych fałszerstw szybko został oskarżony i wtrącony na pół roku do więzienia. Uniknął jednak większej kary, gdyż podczas rozprawy sądowej dokonał zawiłej obrony, która w konsekwencji dowiodła jego niewinności. Pomimo wygranego procesu hrabiego di Cagliostro wydalono z Francji. Wyjechał do Anglii, którą jednak z powodu złej sławy szybko musiał opuścić.

### Proces przed Świętą Inkwizycją

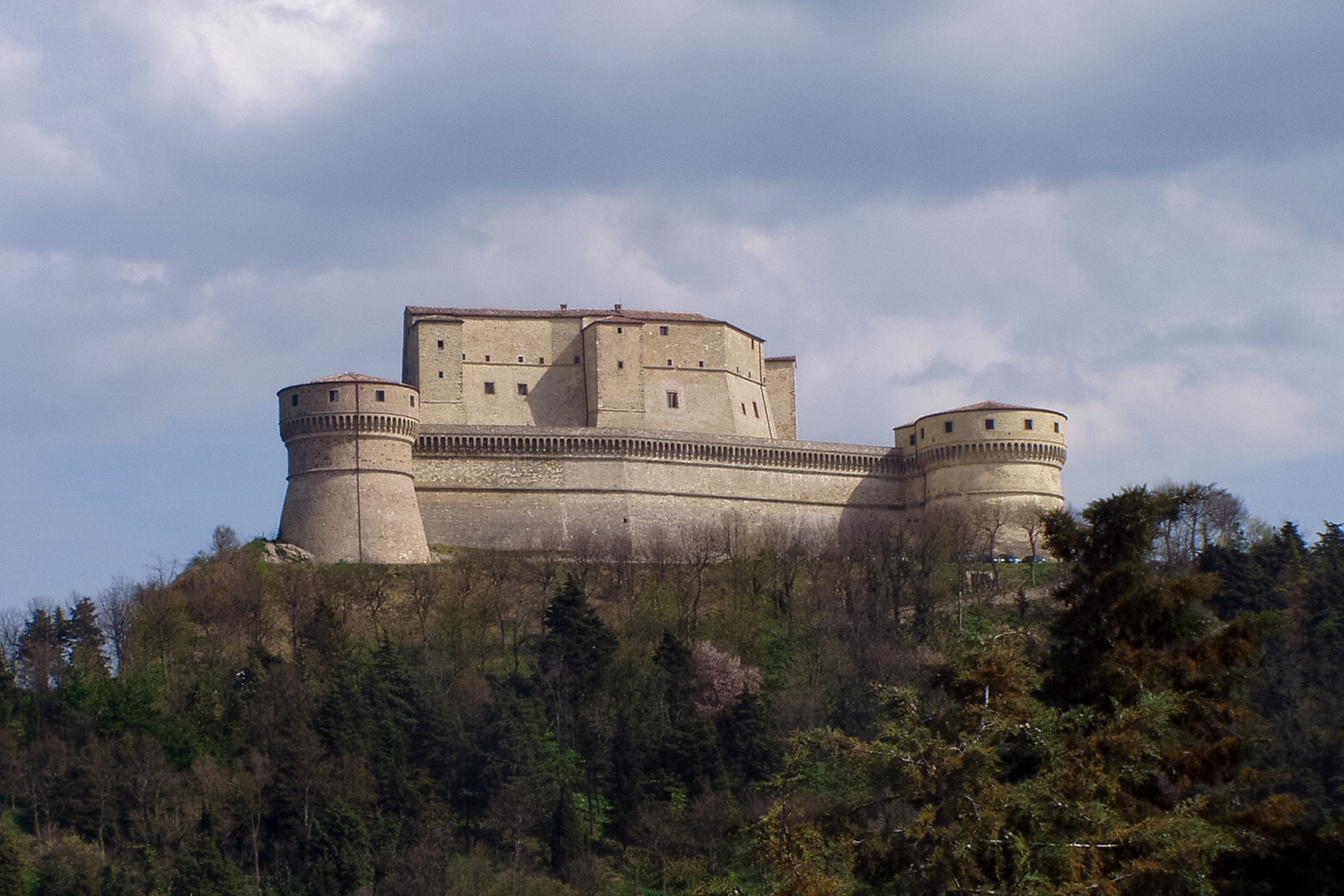
Twierdza San Leo, w której hrabia Cagliostro spędził ostatnie lata życia

W 1789 roku hrabia di Cagliostro powrócił wraz z żoną do Włoch. Osiadł w Rzymie. Jego sława jako okultysty i maga, a przede wszystkim wolnomularza nie przyniosła mu jednak niczego dobrego. Zainteresowała się nim inkwizycja papieska, oskarżając o próbę stworzenia w Państwie Kościelnym lóż masońskich. 26 września 1789 roku hrabia Alessandro di Cagliostro został wydany za sprawą donosu jaki złożyła na niego jego własna żona, Lorenza Feliciani ukrywająca swoją tożsamość pod pseudonimem Serafina. Cagliostro aresztowano i uwięziono. Podczas trwającego prawie półtora roku procesu stawiano mu różne zarzuty. Do najważniejszych oskarżeń należały jednak te, które dotyczyły: bluźnierstwa, herezji i rozpusty. 
7 kwietnia 1791 roku Święta Inkwizycja wydała wyrok, na mocy którego hrabia di Cagliostro został skazany na śmierć. Papież Pius VI złagodził jednak wyrok i skazał go na dożywotnie więzienie w Zamku Świętego Anioła. 16 kwietnia 1791 miejsce pobytu więźnia nagle zmieniono i znalazł się on w twierdzy San Leo.

### Śmierć
Hrabia di Cagliostro żył w więzieniu papieskim w San Leo cztery lata. Zmarł w wyniku ataku apopleksji w nocy 26 sierpnia 1795 roku.

## Hrabia di Cagliostro w kulturze i sztuce
Postać hrabiego di Cagliostro stała się inspiracją dla wielu twórców: pisarzy, kompozytorów i reżyserów filmowych. Był między innymi wzorem bohatera literackiego dla Johanna Wolfganga Goethego i Alexandre'a Dumasa.
W 1938 Jan Adam Maklakiewicz napisał balet komiczny "Cagliostro w Warszawie", który jest swobodną fantazją opartą na tle pobytu Cagliostro w stanisławowskiej Warszawie, autorem libretta był Julian Tuwim.